# Hasbro Family Party 3
Hasbro Family Party 3 è il terzo videogioco della Hasbro Videogame Production.

## Luogo
Il gioco è composto da 5 giochi più sotto elencati. Nel gioco i diversi giochi in scatola sono diventati dei tendoni in un luna-park e per accedervi bisogna farsi accompagnare da Mr. Potato ed entrare in questi.

## Minigiochi
Il gioco propone 5 giochi in scatola rifatti per Wii:
- Life (gioco simile al gioco dell'oca)
- Cluedo
- Topini in trappola
- Twister
- Yahtzee Hands Down

## Modalità
Il gioco si può giocare in modalità singolo giocatore o in multiplayer con al massimo 4 telecomandi, quindi 4 giocatori.